# Vecima Networks
Vecima Networks ist ein kanadisches Unternehmen mit Hauptsitz in Victoria in British Columbia, das als Ausrüster für Telekommunikationsunternehmen  agiert. Das Unternehmen beschäftigt 612 Mitarbeiter und verfügt über ein Produktionswerk in Saskatoon in Saskatchewan sowie über weitere Niederlassungen in den USA und Indien.

## Geschichte
Das Unternehmen wurde 1988 in Saskatoon von Surinder Kumar unter dem damaligen Namen Wavecom Electronics Inc. gegründet. Zwei Jahre später wurden Modulatoren zum Ausbau des Kabelfernsehens auf den Markt gebracht. Mitte der 1990er Jahre wurde in Victoria ein Forschungszentrum eröffnet, das sich mit Mikrowellen befasst. Nach Victoria wurde 1998 auch der Hauptsitz verlegt. 2003 wurde Wavecom in VCom umbenannt. 2005 erfolgte der Börsengang an der Toronto Stock Exchange, wo das Unternehmen unter dem Kürzel VCM gelistet wurde. 2006 erhielt es seinen heutigen Namen Vecima Networks Inc.

## Produktportfolio
Das Unternehmen bietet Produkte für zwei Anwendungsbereiche an: zu den Breitbandkabel-Produkten zählen unter anderem Switched Digital Video (SDV), Video-on-Demand (VOD), Netzwerkkameras, DOCSIS 3.0, Digital Simulcast und Digital Video. Broadband Wireless beinhaltet Produkte für drahtlose Breitbanddienste.